# Tramvajová smyčka Slivenec

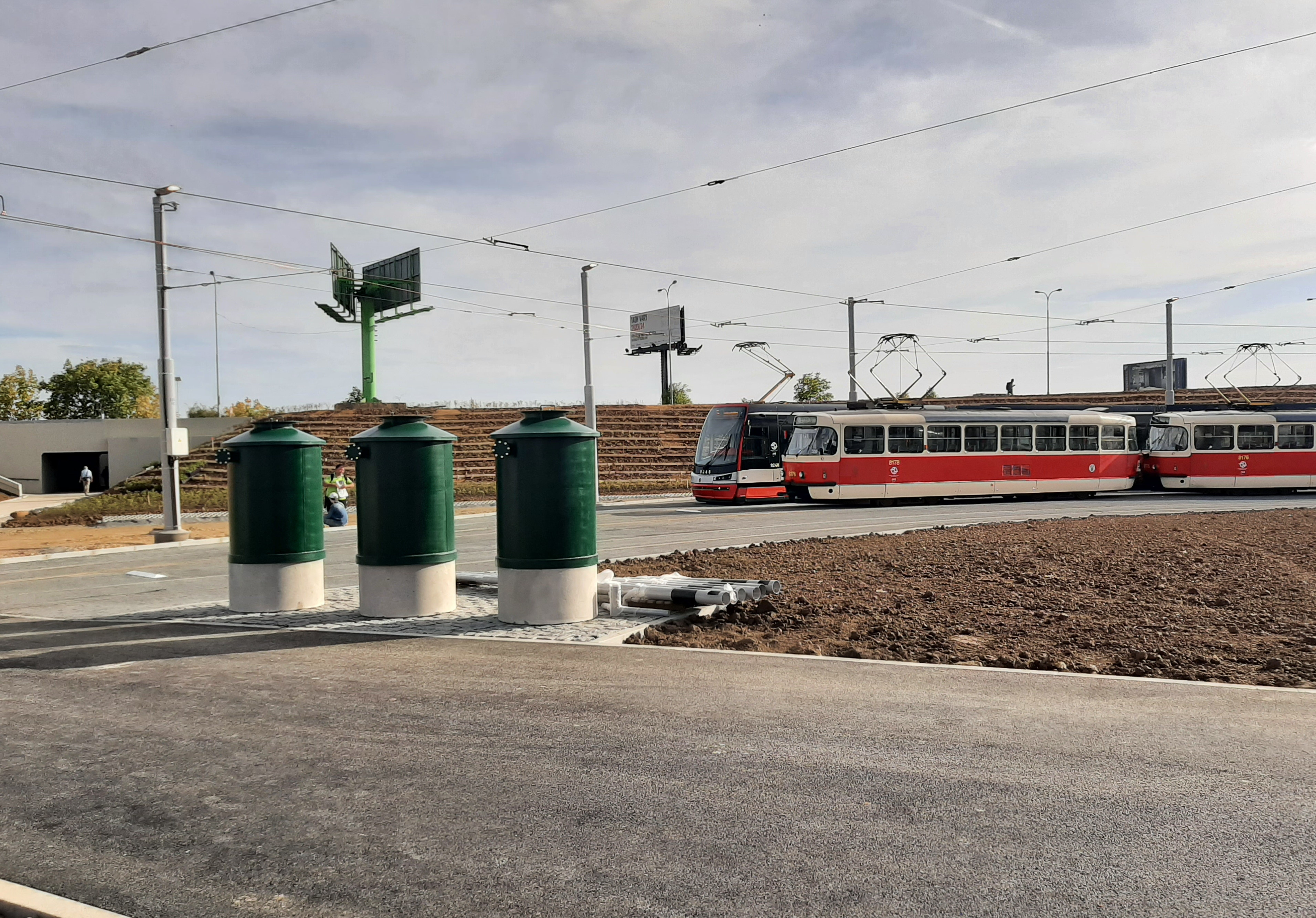
Tramvajová smyčka při otevření 13. října 2023

Tramvajová smyčka Slivenec je tramvajová smyčka na konci tramvajové trati Sídliště Barrandov – Slivenec v Praze, která se nachází na severním okraji katastrálního území Slivenec. Její výstavba byla společně s tratí ze zastávky Holyně zahájena 2. února 2023, ke zprovoznění došlo 13. října téhož roku.
Smyčka se dvěma předjízdnými kolejemi má kapacitu až deset tramvaji typu Škoda 15T. Jezdí do ní tramvajové linky 4, 5 a 94.